# Michael Wiget
Michael Wiget (* 4. November 1998) ist ein aktiver Schweizer Schwinger.

## Leben
Michael Wiget schloss im Sommer 2018 die Matura am Kollegium St. Michael in Freiburg erfolgreich ab. Er studiert Rechtswissenschaften an der FernUni Schweiz. Der Sennenschwinger wohnt in Wünnewil, das zum Kanton Freiburg gehört. Er ist der älteste von drei Geschwistern, er hat eine jüngere Schwester und einen jüngeren  Bruder.

## Schwingen
2015 holte er am Seeländischen Schwingfest mit 16 Jahren in Vinelz seinen ersten Kranz und galt als grosses Nachwuchstalent.
Michael Wiget schwingt für den Schwingklub Laupen und gehört somit dem Bernisch-Kantonalen Schwingerverband an.
Anschliessend folgten drei von Verletzungen geprägten Jahre, weshalb er erst 2019 auf die Schwingplätze zurückkehren konnte.
Er gewann am Eidgenössischen Schwing- und Älplerfest 2019 in Zug seinen ersten eidgenössischen Kranz mit 20 Jahren.
Im folgenden Jahr holte er 8 Kränze und stand am Mittelländischen Schwingfest in Neuenegg und beim Weissenstein-Schwinget gar im Schlussgang.
Mit dem Kranzgewinn am Eidgenössischen Schwing- und Älplerfest in Zug schloss er die Saison 2019 ab.
In der offiziellen Jahrespunkteliste des Eidgenössischen Schwingerverband belegte Michael Wiget 2019 den 10. Rang.